# Phantom Planet Is Missing
Phantom Planet Is Missing è l'album di debutto dei Phantom Planet, uscito nel 1998.
Dopo un paio di anni trascorsi a farsi le ossa suonando a Los Angeles e dintorni, il 28 luglio 1998 i Phantom Planet compaiono nelle scene internazionali pubblicando il loro primo album "Phantom Planet is Missing". L'album raccoglie 11 tracce, che esprimono l'esuberanza giovanile degli adolescenti (Al lancio dell'album, infatti, alcuni membri del gruppo non erano ancora maggiorenni). Il loro stile alternative, combinato al pop, riesce a creare un suono unico - una rarità per delle giovani band alternative. La canzone "So I Fall Again" finisce nella colonna sonora di "Sabrina Vita Da Strega", serial TV in cui alcuni membri dei Phantom Planet si ritagliano anche qualche parte. "Down in a Second" e "I Was Better Off" mettono in evidenza il loro promettente esordio.

## Tracce
1. I Was Better Off - 2:43 -
2. So I Fall Again - 2:51 -
3. Recently Distressed - 2:26 -
4. Can't Take It - 3:05 -
5. Local Black and Red, The - 2:24 -
6. Don't Get Down - 4:12 -
7. Dying of Silence - 3:09 -
8. Down in a Second - 2:59 -
9. Lisa (Does It Hurt You?) - 3:16 -
10. Rest Easy - 3:09 -
11. Sleep Machine - 4:25 -

## Formazione
- Sam Farrar - voce
- Alex Greenwald - voce, chitarra
- Jacques Brautbar - voce, chitarra
- Darren Robinson - chitarra
- Patrick Warren - tastiere
- Jason Schwartzman - batteria